# Liam Fontaine
Liam Vaughan Henry Fontaine (Beckenham, Inglaterra, 7 de enero de 1986), futbolista inglés. Juega de defensa y su actual equipo es el Ross County de la Scottish Premiership de Escocia.

## Selección nacional
Ha sido internacional con la Selección de fútbol de Inglaterra Sub-20.

## Clubes
| Club                 | País       | Año         |
| -------------------- | ---------- | ----------- |
| Yeovil Town          | Inglaterra | 2004        |
| Fulham FC            | Inglaterra | 2005        |
| Kilmarnock FC        | Escocia    | 2005        |
| Fulham FC            | Inglaterra | 2005        |
| Yeovil Town          | Inglaterra | 2005        |
| Bristol City         | Inglaterra | 2006 - 2014 |
| Yeovil Town (cesión) | Inglaterra | 2013 - 2014 |
| Hibernian FC         | Escocia    | 2014 - 2018 |
| Ross County          | Escocia    | 2018 -      |